# Krivyï Torets

Le bassin du Kazenny Torets

La rivière Krivyï Torets (en russe : Кривой Торец ; en ukrainien : Кривий Торець) est un cours d'eau ukrainien, affluent de la rivière Kazenny Torets, et appartenant au bassin versant du fleuve Don. Elle prend sa source près de la ville de Iassynouvata, dans l'oblast de Donetsk, sur le Plateau du Donets, à une altitude de 257 mètres. La rivière traverse ensuite la ville de Kostiantynivka et conflue avec le Kazenny Torets au nord de la ville de Droujkivka.